# Beyond Good and Evil
Vous lisez un « article de qualité » labellisé en 2009.
Pour les articles homonymes, voir Beyond Good and Evil (homonymie) et BGE.
Beyond Good and Evil, parfois abrégé BGE, est un jeu vidéo d'action-aventure développé et édité par Ubisoft en 2003 sur PlayStation 2, Xbox, GameCube et PC (Windows).
Le jeu mélange différents genres de jeu (aventure, infiltration, course) et fait évoluer le joueur dans un monde poétique et onirique victime d'une invasion extraterrestre. Le joueur y incarne Jade, jeune reporter photographe, aidée de l'homme-cochon Pey'j et de l'espion Double H dans son combat contre les sections Alpha et les extra-terrestres DomZ aux côtés du réseau IRIS.
Imaginé et conçu par le Franco-Monégasque Michel Ancel, créateur de Rayman, Beyond Good and Evil a été bien accueilli par la critique. Sa musique a également fait l'objet d'éloges. Le jeu a obtenu deux prix aux Imagina Games Awards et a reçu plusieurs nominations aux Game Developers Choice Awards et aux Interactive Achievement Awards. Il n'a cependant pas eu le succès escompté auprès du public. Malgré cela, il devrait connaître un second épisode en forme de préquelle qui portera le titre de Beyond Good and Evil 2.

## Trame

### Situation initiale
2435, planète Hillys, Système 4. Les extraterrestres DomZ attaquent la planète et enlèvent des centaines de personnes. Les sections Alpha, sous les ordres du général Kehck, protègent la population. Leur pouvoir ne cesse d'augmenter au détriment des autorités civiles tant et si bien qu'Hillys prend de jour en jour des allures de dictature militaire. Un mystérieux groupe de résistants, le réseau IRIS, se met en place et combat la propagande du nouveau pouvoir,. Et si les sections Alpha n'étaient pas là pour protéger la population ? Jade, reporter indépendante, se trouve au milieu de ce combat et devra prendre position.

### Résumé
Jade et son « oncle » Pey'j sont responsables de l'orphelinat du phare sud qui recueille les enfants dont les parents ont été enlevés par les DomZ,,. La jeune femme est également journaliste indépendante mais les caisses de Jade Reportage & Co sont vides,. Lors d'une attaque DomZ, le bouclier protégeant le phare se coupe, faute de crédits pour payer Optima Service, le fournisseur de courant. Jade parvient à repousser les DomZ grâce à Pey'j et à sa maîtrise de l'art martial daï-jo. Durant son combat, elle entre en contact avec un DomZ qui lui semble pénétrer son esprit. Pas le temps pour elle d'être plus troublée : il faut renflouer au plus vite les caisses.
Jade, sur les conseils de Secundo, l'intelligence artificielle de son S.A.C. (synthétiseur à compression), parvient tout d'abord à trouver un emploi en collaboration avec le centre scientifique d'Hillys. Elle doit prendre en photo un maximum d'espèces vivantes d'Hillys en vue d'un grand recensement. Elle reçoit également une offre d'emploi bien rémunérée d'un certain monsieur de Castellac, qu'elle accepte contre l'avis de Pey'j. Sa mission est d'aller photographier une mystérieuse créature sur l'îlot noir. Cette créature s'avérera être un monstre DomZ et le contact de monsieur de Castellac avouera s'appeler Hahn et n'être pas celui qu'il prétend. La mission était un test pour Jade. Hahn lui donne rendez-vous à l'Akuda Bar dans le quartier piéton. Il lui donne un mot de passe, « À l'abri dans sa coquille, la perle est l'esclave des courants. », et le nom d'un contact : Belles-Mirettes.
Une fois à l'Akuda Bar, Jade découvre une arrière-salle qui sert de quartier général au réseau IRIS, dont Hahn est en réalité l'un des leaders. Ce dernier confie à Jade ses présomptions sur une collaboration entre les sections Alpha et les DomZ. Appuyé par le gouverneur d'Hillys, le réseau donne à Jade pour mission de trouver les preuves pour dévoiler la vérité au grand jour. Elle écrira ses articles sous le pseudonyme de Shauni, un mot qu'elle a entendu lors de son combat contre le monstre DomZ au phare sud.
Sa première tâche est de retrouver l'agent Double H, disparu en mission alors qu'il était sur le point de découvrir des preuves cruciales dans la fabrique de nutrilles. Aidée de Pey'j, Jade y retrouve l'agent et découvre que l'usine, protégée par les sections Alpha, n'est qu'une couverture à un vaste trafic d'êtres vivants. C'est à ce moment que Pey'j est enlevé. Jade décide de tout tenter, avec l'aide de Double H, pour le retrouver.
Hahn confie donc à Jade de découvrir vers où sont emmenés les personnes enlevées après la première étape de leur trajet : les abattoirs. Elle y découvre, avec l'aide de Double H, que les victimes d'enlèvement sont transférées vers Sélène, satellite naturel d'Hillys. De retour des abattoirs, Jade apprend la vraie nature de Pey'j qui est en réalité le chef du réseau. Celui-ci lui a laissé un M-Disk où il révèle qu'il y a un vaisseau spatial caché au phare sud, vaisseau dans lequel les parents de Jade et lui sont venus se réfugier sur Hillys. Elle doit donc maintenant trouver de l'argent pour réparer le vaisseau spatial du phare sud.
Pour cela, elle infiltre le QG des sections Alpha, qui cache un véritable trésor de guerre. S'ensuit une course-poursuite sur les toits du quartier piéton. Avec enfin assez d'argent pour payer les réparations du vaisseau, Jade et Double H retournent au phare sud. Celui-ci a été détruit et les orphelins ont été enlevés.
Jade et Double H s'envolent pour la base lunaire où la jeune femme retrouve le corps sans vie de Pey'j. Dépitée, elle part sauver les orphelins du phare sud. C'est à ce moment qu'elle reçoit un message du chef de la résistance, Pey'j, pourtant mort. Ce dernier lui explique qu'elle a une énergie miraculeuse en elle et qu'elle commence à l'apprivoiser. Elle lui a transmis un peu de cette énergie, ce qui l'a sauvé. Le groupe réuni quitte la base mais des vaisseaux les attaquent. Ils sont sauvés par des vaisseaux Hillyens. La population de la planète a en effet pris les armes pour se soulever contre les sections Alpha grâce aux reportages de Shauni. Jade et ses amis parviennent à se poser dans la crypte DomZ.
Jade y rencontre le prêtre DomZ, grand instigateur de l'invasion d'Hillys. Ce dernier lui explique que malgré son apparence humaine elle est en réalité d'origine DomZ. Un combat épique a lieu et Jade parvient à terrasser le prêtre DomZ. Grâce à son pouvoir, elle ramène à la vie tous les Hillyens kidnappés.
Ceux-ci sont rapatriés sur Hillys, où la population révoltée a repris le pouvoir. Pey'j et Jade reviennent au phare détruit. Tout est à reconstruire et Jade appréhende l'avenir de manière optimiste. Mais son oncle lui cache un terrible secret, un parasite DomZ commence à se développer sur son bras.

### Personnages et voix
Jade
→ Emma de Caunes (français)
→ Jodie Forrest (anglais)
Jade est l'héroïne principale du jeu. Elle est photographe et reporter, âgée de 20 ans. Elle va devoir prendre son appareil photo pour révéler la conspiration qui se trame sur Hillys. Séparée très tôt de ses parents qui avaient des problèmes avec les autorités, elle a appris à vivre seule et à se défendre. Elle a donc beaucoup de caractère mais sait se montrer maternelle avec les orphelins du phare sud dont elle s'occupe. Lors de l'attaque DomZ du phare, elle découvre une énergie en elle qui la trouble sur ses origines. L'éducation de Pey'j explique son intérêt pour la quête de la vérité et de la liberté.
À l'origine, Jade devait se nommer Sally, nom finalement abandonné car inapproprié pour une jeune fille dans l'imaginaire collectif américain. L'allure et le look de Jade ont beaucoup évolué lors de sa conception. D'abord adolescente, elle a été redessinée par Michel Ancel au retour de l'E3 2002 pour lui donner une allure de jeune femme. D'abord vêtue d'un t-shirt et d'un pantalon tacheté, son nouveau look se veut plus baroudeur.
Pey'j
→ Martial Le Minoux (français)
→ David Gasman (anglais)
Pey'j est « l'oncle » cinquantenaire de Jade. Pey'j est un Sus sapiens, c'est-à-dire un porc doué d'intelligence comme l'être humain. Il est bricoleur et inventeur, notamment des Jet Boots. Enjoué, il utilise des expressions humoristiques rappelant sa nature de cochon ou la nourriture, principalement mexicaine, présente par ailleurs dans le jeu sous la forme d'un item : les starkos, tacos du futur permettant de regagner des points de vie. Parmi ses expressions : « Ça commençait à sentir le cochon grillé. » ou « Chili con carne ! » et « Fajitas ! » (cris de guerre). Il a un parler très imagé et argotique : « Ça me rappelle la morue au kiwi et au chocolat de ma tante Hortense. » ou encore « De dioux, faut vraiment tout faire tout seul dans c'te baraque ! ». Tout au long du jeu, Pey'j se révélera bien plus impliqué dans la politique de sa planète que son air bonhomme ne le laissait supposer initialement.
Au début du projet, Pey'j ne devait pas avoir autant d'importance mais son design et son caractère fort lui ont garanti une place de premier plan dans le scénario. Le look de Pey'j a évolué vers la fin du développement. Vêtu d'un t-shirt et d'un gilet, il porte finalement une tenue de bricoleur avec marcel sale et veste de cuir.
Double H
→ Luc Bernard (français)
→ Robert Burns (anglais)
Hub alias Double H, 36 ans, est un ancien sergent dans l'armée régulière, il est maintenant un agent du réseau IRIS. Il est attaché à la justice et aux valeurs militaires. Sa bible est le manuel d'instruction « Carlson et Peeters ». Courageux, il est capturé en mission secrète pour le réseau IRIS et il est victime d'un lavage de cerveau des DomZ, ce qui lui laisse quelques marques au niveau psychique. Il est notamment incapable de se rappeler le prénom de Jade et l'appelle « mademoiselle Osiris ». Celui-ci deviendra pourtant un allié brave et précieux.
Les retouches physique sur le personnage de Double H lors du développement ont été mineures : seul son nez a été refait durant le développement.
Secundo
→ Marc Saez (français)
Secundo est l'intelligence artificielle du S.A.C. de Jade. Il gère son inventaire et intervient régulièrement durant le jeu avec un accent hispanique très prononcé. En conseillant Jade, il apprend également au joueur l'utilité de chacun des objets du jeu. Il est aux côtés de Jade durant toute l'aventure. Se manifestant sous la forme d'un hologramme, il peut néanmoins interagir avec l'environnement et les systèmes informatiques.
Il peut faire penser à l'intelligence artificielle Cortana dans Halo: Combat Evolved.
Général Kehck
→ Thierry Mercier (français)
Le général Kehck est le chef des sections Alpha. Brutal, il est le traître corrompu par les DomZ.
Les peintures de guerre sur le visage de Kehck sont apparues vers la fin du développement du jeu.
Hahn
→ Hubert Drac (français)
Hahn se présente comme le chauffeur de monsieur de Castellac. Il est en réalité l'un des cerveaux du réseau IRIS et distribue les tâches en son sein.
Hahn n'a pas coupé aux retouches physiques imposées aux personnages. Son menton large rappelant celui de Double H a été gommé lors du développement.
Belles-Mirettes
→ Éric Etcheverry (français)
Belles-Mirettes est aveugle, d'où son surnom. Grâce à son flair, il est un excellent gardien du QG secret du réseau IRIS. Il est spécialiste du bonneteau.
Fehn Digler
→ Bruno Magne (français)
Fehn Digler est journaliste pour Hillys TV.
Toujours sur les lieux des attaques DomZ le premier, il est l'archétype du journaliste d'État rompu au pouvoir. Il exerce la censure avec aisance et est beaucoup moins amical vis-à-vis des personnes qu'il interviewe que ce qu'il essaie de faire croire dans son journal télévisé officiel.
Meï
→ Natacha Muller (français)
Meï est une Felis Sapiens, un chat doué d'intelligence. Elle rédige les articles pro-résistance du réseau IRIS.
Nino
→ Bruno Choël (français)
Nino est responsable de la diffusion des articles du réseau IRIS. Il colle des affiches et grave des M-Disk. Il s'occupe plus généralement des écoutes et transmissions radio.
Le gouverneur d'Hillys
→ Hélène Bizot (français)
Le gouverneur d'Hillys est une femme dont le pouvoir est limité depuis l'arrivée des sections Alpha. C'est pourquoi elle aide le réseau IRIS dans sa lutte contre les dérives des sections Alpha.
Les autres comédiens donnant leur voix aux personnages sont :
- Martial Le Minoux (Issam), Bruno Choël (Francis), Natacha Muller (la directrice du centre scientifique), Jean-Claude Donda (Haïlé), Aurélie Le Minoux (Nouri), Jérôme Pauwels (le commentateur des courses), Susan Sindberg (Pablo), Serge Thiriet (le prêtre DomZ) → français
- Eddie Crew, Andrea DeLuca, Christine Flowers, Steve Gadler, Bela Grushka → anglais

### Hillys
Hillys est une petite planète minière du système 4 en grande partie recouverte d'eau. Les étoiles proches d'Hillys sont Solaris (son soleil), Adhir, Noth, Algenib F et Alnilam. Sélène est une lune naturelle d'Hillys.
Elle est parsemée d'îlots issus d'une activité volcanique ancienne. Son sol est riche en matéria, un cristal précieux, même si l'activité minière importante en a presque épuisé les réserves. Le sous-sol d'Hillys est troué par de nombreuses galeries d'anciennes mines abandonnées.
Malgré sa petite taille, la biodiversité d'Hillys est importante. Le centre scientifique d'Hillys envoie de nombreuses missions pour référencer la faune de la planète (57 espèces recensées). Les abysses de la planète sont mal connus. Depuis le début des attaques DomZ, des espèces parasites se sont intégrées à la faune locale. Pour préserver l'équilibre écologique de la planète, l'énergie électrique est produite par des éoliennes. La cité et les îlots habités d'Hillys sont protégés des attaques extérieures par des boucliers électromagnétiques dont l'énergie est fournie par Optima Service.
La population hillyenne est dirigée par un gouverneur. L'influence de celui-ci a considérablement diminué depuis l'arrivée des sections Alpha. La population hillyenne est cosmopolite : Homo sapiens, Aquilus sapiens (homme-aigles), Capra sapiens (homme-chèvres), Felis sapiens (homme-chats), Rhinoceros sapiens (homme-rhinocéros de culture jamaïquaine rasta), Sus sapiens (homme-cochons), Taurus sapiens (homme-taureaux), Walrus sapiens (homme-morses de culture chinoise) et Carcharodon sapiens (homme-requins).
Les attaques DomZ ont détruit le quartier des affaires de la cité et le cours de la monnaie locale est en chute libre. Les perles d'aramis sont une monnaie illégale sur Hillys mais elles sont pourtant très appréciées chez certains marchands. Le secteur des services et l'industrie de la pêche sont très développés sur Hillys. L'industrie des paris y est également très développée (jeu de palet, courses d'aéroglisseur). Les transports individuels sont la norme sur Hillys : dirigeables, voitures volantes, bateaux et hydroglisseurs privatifs sont répandus. La cité d'Hillys est commerçante et peut se voir, avec ses multiples canaux, comme une sorte de Venise moderne.

## Système de jeu

### Généralités
Le gameplay de Beyond Good and Evil se veut très varié, empruntant à de nombreux genres autre que l'action-aventure comme l'infiltration, la course ou la plate-forme. Si l'on devait comparer ce gameplay à celui d'autres jeux, on pourrait penser à Metal Gear Solid (jeu d'infiltration), Anachronox (jeu de rôle) ou principalement la série Zelda (jeux d'action-aventure),,. Beyond Good and Evil est d'ailleurs souvent surnommé « le Zelda français ».

### Phases d'exploration
L'exploration est l'une des composantes importantes du genre action-aventure. Dans Beyond Good and Evil, le joueur doit explorer le monde 3D d'Hillys pour photographier toutes les espèces animales y vivant pour le compte du centre scientifique en échange de crédits et de perles. Il y en a plus de 50 à découvrir, parmi lesquelles des espèces intelligentes et des espèces DomZ parasites. Le joueur peut partir à la recherche de trésors mythiques dans l'antre des vorax ou dans le volcan éteint. Dans la cité d'Hillys, le joueur peut essayer de trouver des cartes magnétiques pour accéder à des zones interdites où les sections Alpha entassent les richesses. Le joueur peut acheter dans la boutique de Ming-Tzu un détecteur d'animaux et un détecteur de perles pour orienter ses recherches.

### Phases d'infiltration
Jade doit effectuer des missions secrètes pour le réseau IRIS. Elle est amenée à s'infiltrer dans des bâtiments sécurisés. Ces phases reprennent les codes classiques du jeu d'infiltration.
Le joueur doit éviter d'être vu par les gardes en s'accroupissant ou en se collant aux murs. Si les gardes le voient, ils déclenchent l'alarme et des robots nettoyeurs sont envoyés. Le joueur doit alors se cacher pour éviter leurs rayons mortels. Les sections Alpha sont équipées de bombonnes de gaz accrochées dans leur dos. Jade peut atteindre ces bombonnes à distance grâce à son gant gyrodisk. Elle peut ensuite s'attaquer physiquement aux gardes en armure et s'en débarrasser définitivement. Mais les gardes surveillent souvent les zones à plusieurs et peuvent aider leurs camarades s'ils sont touchés.
Certaines portes sont fermées et nécessitent un code en fonction de leur référence. Cette référence, sous-forme de code-barres, peut être photographiée par le joueur et envoyée au gouverneur d'Hillys qui transmet les codes correspondants.
Le joueur doit également, à la manière d'un jeu de plates-formes, accéder à des points inaccessibles en sautant, s'accrochant à des parois ou en activant des mécanismes, parfois présentés sous forme d'énigmes.

### Phases de combat
Jade combat les monstres, les DomZ et les sections Alpha grâce à son bâton de daï-jo. Elle possède aussi une attaque spéciale tournoyante lui permettant de lancer des projectiles sur ses ennemis. Cette attaque peut être améliorée grâce à des objets spéciaux.
Le joueur est aidé par les équipiers de Jade : Pey'j et Double H. Ils peuvent déclencher des super-actions décrochant les ennemis du sol. Le joueur peut alors envoyer ces ennemis contre des éléments interactifs du décor, dans le vide ou dans d'autres ennemis. Ses équipiers l'aident également dans les combats avec une Barranco D53 modèle à percussion (clef à molette) pour Pey'j et un marteau massif pour Double H. La contrepartie est que Jade doit parfois les protéger quand ils sont en danger.
Le jeu est ponctué d'apparitions de boss de fin de niveau qui requièrent une stratégie particulière pour être vaincus. Le jeu comprend également des phases de tir avec l'hovercraft SX350 ou le vaisseau stellaire Beluga 200.

### Phases de course
En certaines occasions, le joueur est confronté à des phases de courses notamment lors des paris sur les courses d'hovercraft qui reprennent les codes du jeu de course. Elles sont au nombre de quatre et constituent un championnat richement doté en crédits. Jade est aussi parfois prise dans des courses-poursuites en aéroglisseur lorsqu'elle s'enfuit des bâtiments des sections Alpha par exemple.

### Système de progression
Jade et ses équipiers possèdent une jauge de vie constituée de cœurs. En trouvant et en attribuant des AP1 (objets), le joueur peut augmenter la taille de ces jauges. La jauge peut être restaurée à l'aide de différents items : les starkos (un cœur) et les K-bups (tous les cœurs).
La  progression d'un niveau à l'autre est garantie par la limitation des possibilités de l'hovercraft. Le joueur doit collecter des perles pour acheter des améliorations au garage Mammago (saut, moteur stellaire…) et pouvoir accéder aux nouvelles zones où se trouvent les niveaux. Bien évidemment, le nombre de perles nécessaire à atteindre une nouvelle zone ne peut être obtenu qu'en terminant les précédents niveaux.
Le joueur peut sauvegarder sa progression à l'aide d'un M-disk à insérer dans des bornes spéciales faisant donc office de points de sauvegarde.

### Mini-jeux
Les mini-jeux et épreuves annexes occupent une place importante dans Beyond Good and Evil. Outre le fait que l'exploration totale du monde et la victoire dans tous les paris de courses d'hovercraft sont annexes, le joueur a accès à trois épreuves :
- Le jeu de palet se joue à l'Akuda Bar contre Francis et peut permettre de gagner deux perles et des crédits. Un M-disk permettant d'y jouer sans argent peut être récupéré en enregistrant son avancement à l'aide d'un code donné dans le jeu sur le site beyondgoodevil.com.
- Des grottes réparties dans le monde d'Hillys sont occupées par des pillards qui volent les crédits de Jade quand elle y entre. Une course-poursuite remplie d'obstacles s'engage et permet, si elle gagne, de récupérer ses crédits et ceux des pillards.
- Une fois toutes les perles du jeu récupérées, un M-disk contenant le jeu de Yo-Pearl, un jeu d'agilité, peut être obtenu par le joueur.

## Thèmes

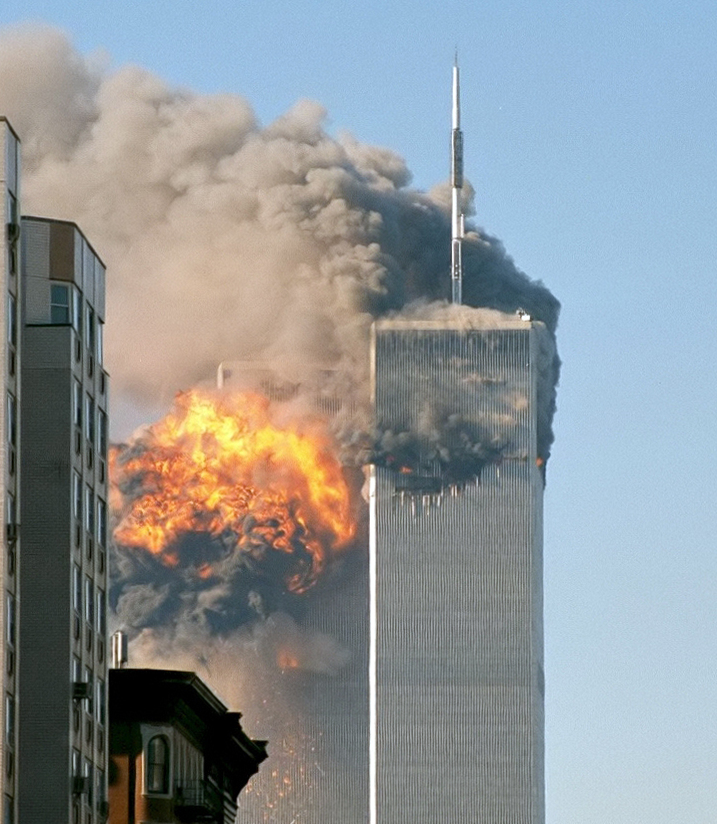
Le directeur créatif Michel Ancel s'inspire aussi bien de l'œuvre d'Hayao Miyazaki que du climat post-attentats du 11 septembre 2001.

Même plus de quinze ans après sa sortie, Beyond Good and Evil continue d'apparaître comme « possiblement le jeu le plus politique » édité par Ubisoft. Développé dans l'ère post-attentats du 11 septembre 2001, marquée par un climat d'inquiétude et des lois plus répressives en Occident, le jeu met en scène une population fictive vivant dans la crainte d'une invasion et faisant l'erreur de placer aveuglément sa confiance dans une armée à la solde des envahisseurs. L'invasion a déjà pris place à travers cette fausse protection : les visages des Sections Alpha sont affichés sur des écrans qui parsèment les rues et les toits de la paisible ville d'Hyllis, et les habitants leur témoignent une reconnaissance docile. La musique diffusée dans l'Akuda Bar s'intitule d'ailleurs Propaganda (« propagande »).
Jade se place à contre-courant des habitants d'Hyllis : son métier de photojournaliste lui fait manier sa caméra comme une arme, et ce sont quelques-unes de ses photographies bien choisies qui parviennent à inverser le cours du conflit, en révélant les failles sous la carapace de la milice.

## Développement
Michel Ancel a pour la première fois l'idée du concept de Beyond Good and Evil en 1999 alors qu'il travaille sur Rayman 2: The Great Escape. Un bug permet de sauter sur un bateau survolant le niveau et d'observer celui-ci de haut. Le sentiment d'espace et de liberté que ressent le créateur sert de fondement à ce qui est tout d'abord nommé Project BG&E - Between Good and Evil.

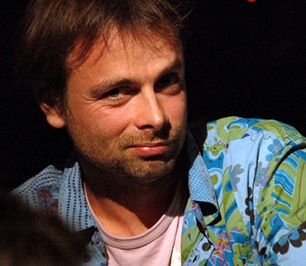
Le directeur créatif Michel Ancel en 2007.

Pour gérer un monde vaste, l'équipe d'Ubisoft Montpellier doit créer un tout nouveau moteur : le Jade engine. Enthousiasmés par les rendus d'eau du moteur, les développeurs décidèrent de faire d'Hillys une planète presque entièrement recouverte d'eau. Le jeu comprend finalement 126 séquences cinématiques utilisant le moteur de jeu et durant en tout 53 minutes. Yoan Fanise, le responsable des bruitages crée 1 077 effets sonores pour donner vie à Hillys. Les 7 383 dialogues sont doublés en six langues.
La variété d'action, l'attachement aux personnages et l'émotion sont au centre de Beyond Good and Evil. Comme moyen d'amplification de l'émotion, l'équipe de développement place volontairement dans le jeu des moments d'accalmie pour le joueur. Un soin particulier est apporté à l'esthétique du jeu, notamment en détournant l'utilisation classique de l'effet de flou, comme dans Ico ou Prince of Persia : Les Sables du temps, pour transmettre les changements d'émotion de l'héroïne et l'éveil de sa conscience,.
L'équipe reçoit l'aide des studios de développement d'Ubisoft Casablanca et d'Ubisoft Milan. Le développement dure quatre ans.
Équipe de développement
- Chef de projet : Michel Ancel
- Producteur : Yves Guillemot
- Producteur délégué : Alain Bedel
- Scénaristes : Michel Ancel et Jacques Exertier
- Game design : Michel Ancel et Sébastien Morin
- Musique : Christophe Heral
- Sound design : Yoan Fanise et Christophe Heral
- Manager technique : Christophe Beaudet
- Responsables Intelligence artificielle : Frédéric Houde
- Responsables artistiques : Florent Sacré, Paul Tumelaire
- Character designers : Alexandra Ancel, Paul Tumelaire
- Responsable Level design : Bertrand Israël
- Responsable animation : Jean-Yves Regnault
- Réalisateur des cinématiques : Jacques Exertier

## Musique

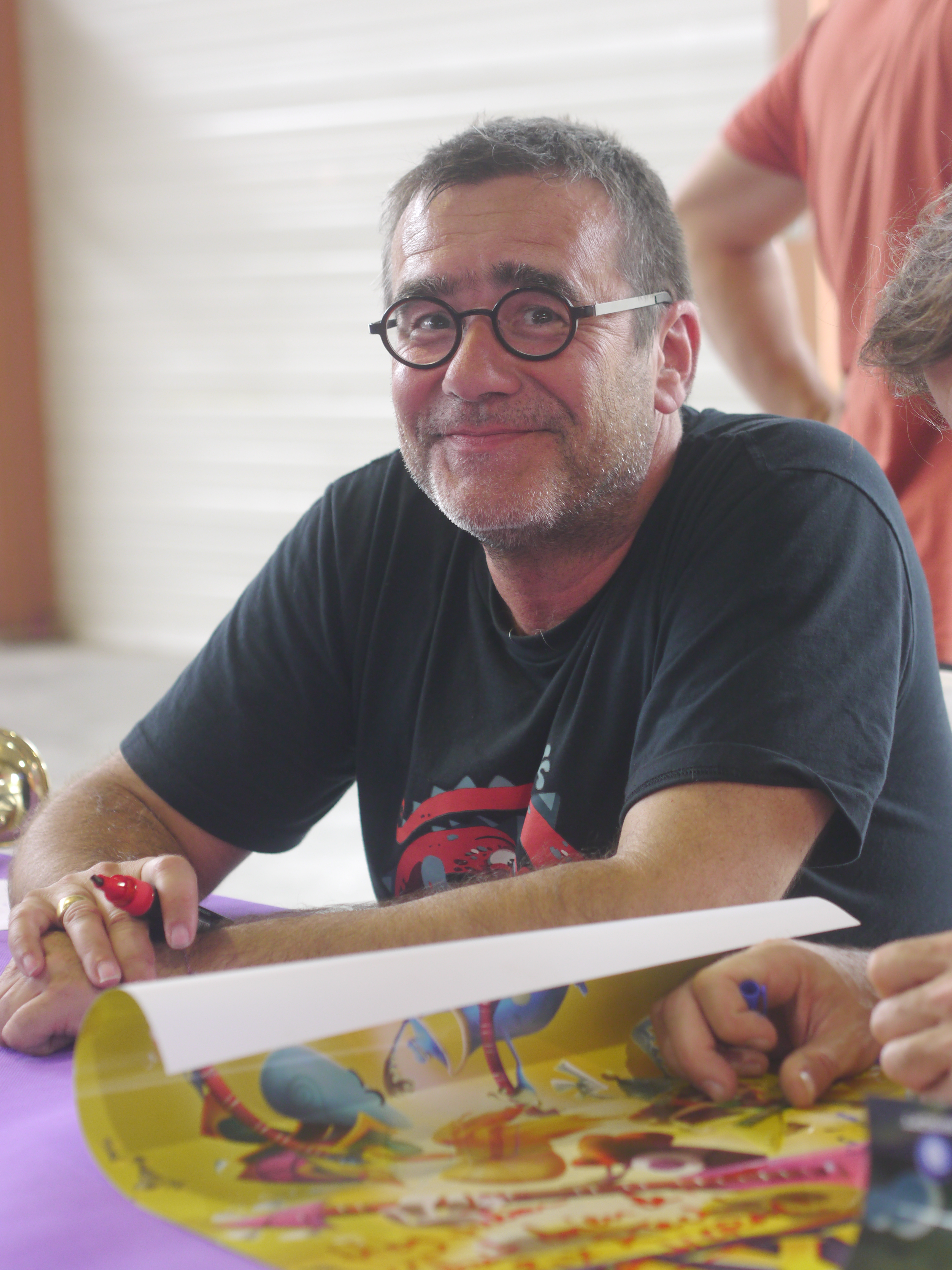
Le compositeur Christophe Heral, ici en 2014.

La musique de Beyond Good and Evil a été écrite et composée par Christophe Heral. Il a connu Michel Ancel par l'intermédiaire de Hubert Chevillard, réalisateur dans le cinéma d'animation, milieu dans lequel Michel Ancel voulait trouver un compositeur. Christophe Heral a travaillé la musique du jeu avec Laetitia Pansanel (orchestrations) et son frère Patrice Heral (création et voix).
L'évolution du développement du jeu a eu une influence sur la musique, notamment lorsqu'il a été décidé que Jade serait une jeune adulte et plus une adolescente, et inversement : la musique a influé sur le jeu, en l'occurrence sur les graphismes. Les tonalités mauresques de l'architecture de la ville sont apparues après que Christophe Heral a ajouté des violons arabisants dans ses musiques d'ambiance.
Les paroles des musiques sont chantées dans des langues diverses, certaines étant purement imaginaires. Propaganda, par exemple, mélange de l'espagnol avec des mots d'anglais et des sonorités bulgares. L'aspect world music du jeu est assumé par le compositeur qui a mélangé volontairement des langues imaginaires et des sonorités arabisantes ou indiennes dans ses morceaux. Pour composer les chansons en langue DomZ, Christophe Heral s'est inspiré de mots à la sonorité mystérieuse comme « aarscham » et « karesham », pouvant faire penser à des incantations magiques.
La musique de Beyond Good and Evil a été sélectionnée dans le cadre de Video Games Live et nommée à l'Interactive Achievement Award de la meilleure composition musicale originale.

## Accueil

### Critique
|                              | PS2    | XB     | GC     | PC     |
| GameRankings                 | 87,4 % | 88,2 % | 88,1 % | 83,2 % |
| AN 1UP.com                   | A,     | A,     | A,     | B      |
| AN AllGame                   | 4,5/5  | 4,5/5  | 4,5/5  | 4,5/5  |
| AN Electronic Gaming Monthly | 8,5/10 | 8,5/10 | 8,5/10 | -      |
| EUR Gamekult                 | 7/10   | -      | -      | -      |
| AN GameSpot                  | 8,3/10 | 8,3/10 | 8,3/10 | 8,3/10 |
| FR Gen4                      | -      | -      | -      | 90 %   |
| FR Jeux vidéo Magazine       | 15/20  | 15/20  | 15/20  | 15/20  |
| AN IGN                       | 9/10   | 9/10   | 9/10   | 9/10   |
| EUR Jeuxvideo.com            | 18/20  | 18/20  | 18/20  | 17/20  |
| FR PC Jeux                   | -      | -      | -      | 91 %   |
| AN PC Gamer                  | -      | -      | -      | 73 %   |
| AN PC Gamer UK               | -      | -      | -      | 89 %   |

L'accueil critique de Beyond Good and Evil a été très bon. Si certaines critiques sont réservées, aucune n'est réellement mauvaise. Le mélange de gameplays est plutôt apprécié, car bien dosé et maniable en toutes circonstances malgré quelques problèmes de caméra,,. Le game design en général est d'ailleurs l'un des points forts du jeu d'après la critique, notamment au niveau du level design, c'est plutôt sur la technique qu'elle fait des reproches (ralentissements, 16/9e obligatoire…) ,,. Graphiquement, le jeu est acclamé pour ses animations (notamment faciales), son character design et son esthétique onirique,. La qualité de l'univers est amplifiée par de bon doublages anglais et français, une excellente musique, des personnages attachants et des dialogues bien écrits,,,. Certains critiques sont assez frustrés par la durée de vie du jeu et sa fin ouverte abrupte, semblant avoir bénéficié de moins d'attention que le reste du jeu,,. Si pour Gamekult et Jeux vidéo Magazine, Beyond Good and Evil est un bon jeu mais n'apporte rien de plus au genre action-aventure, Jeuxvideo.com le considère comme « un des grands titres de l'histoire du jeu vidéo » et pour PC Jeux, il ne faut pas passer à côté,,,.

### Récompenses
Beyond Good and Evil a reçu plusieurs récompenses notables et de nombreux labels de qualité (type « choix de la rédaction ») par les médias spécialisés dans le jeu vidéo.
Festivals de jeu vidéo
- IGN Best of E3 2003
  - PlayStation 2[49]
    - Dauphin du Prix du meilleur jeu d'aventure
    - Nommé au Prix de la meilleure présentation
    - Nommé au Prix du meilleur design
    - Nommé au Prix de la meilleure innovation
    - Nommé au Prix des meilleurs graphismes

  - GameCube[50]
    - Nommé au Prix du meilleur jeu d'aventure
- Imagina Games Awards 2004[51]
  - Prix du meilleur jeu de l'année
  - Prix du meilleur scénariste pour Jacques Exertier
  - Nommé au Prix du jeu français le plus innovant

Prix de professionnels
- 4e Game Developers Choice Awards[52]
  - Nommé au Prix du meilleur jeu de l'année
  - Nommé au Prix du meilleur personnage original pour Jade
  - Nommé au Prix d'excellence en game design pour Michel Ancel, Jacques Exertier, Frédéric Houde et Sébastien Morin
  - Nommé au Prix d'excellence scénaristique pour Michel Ancel et Jacques Exertier
- 7e Interactive Achievement Awards[34]
  - Nommé au Prix du meilleur personnage ou développement scénaristique
  - Nommé au Prix de la meilleure animation
  - Nommé au Prix de la meilleure composition musicale originale
  - Nommé au Prix du meilleur sound design

Prix de la critique
- IGN 2003
  - Nommé au Prix du jeu de l'année[53]
- GameSpot 2003
  - Prix du meilleur scénario[54]
  - Nommé au Prix du meilleur jeu multiplate-forme[55]
  - Nommé au Prix du meilleur jeu d'action-aventure[56]
  - Nommé au Prix d'excellence artistique[57]

Par ailleurs, Beyond Good and Evil est souvent listé dans des tops thématiques de la presse spécialisée. Il est notamment cité par Jeuxvideo.com en 2011 dans son top dans meilleurs scénarios de jeu vidéo de tous les temps, à la 12e place.

### Ventes
Beyond Good and Evil a été un échec commercial avec seulement 271 000 exemplaires vendus aux États-Unis sur la période des fêtes et ce, avec des baisses de prix rapides et conséquentes,. La qualité du jeu n'étant pas en cause, une piste de compréhension de cet échec est l'abondance de sorties d'autres jeux d'action-aventure au même moment dont des suites attendues et des adaptations de grosses licences : Ratchet and Clank 2, Jak II : Hors-la-loi, Sphinx et la Malédiction de la momie, I-Ninja, Le Seigneur des anneaux : Le Retour du roi, Harry Potter à l'école des sorciers ou même Prince of Persia : Les Sables du temps, autre jeu d'Ubisoft.
Le jeu finira par séduire les joueurs et les ventes se relanceront quelque peu avec des rééditions en gamme budget, des ventes avec des magazines de jeu vidéo sur PC et en téléchargement. Le jeu deviendra même la meilleure vente du site de téléchargement de jeux d'Orange. Finalement, le jeu s'est vendu, après baisses de prix, à environ 1 000 000 d'exemplaires, ce qui reste en deçà des ambitions d'Ubisoft.

## Postérité

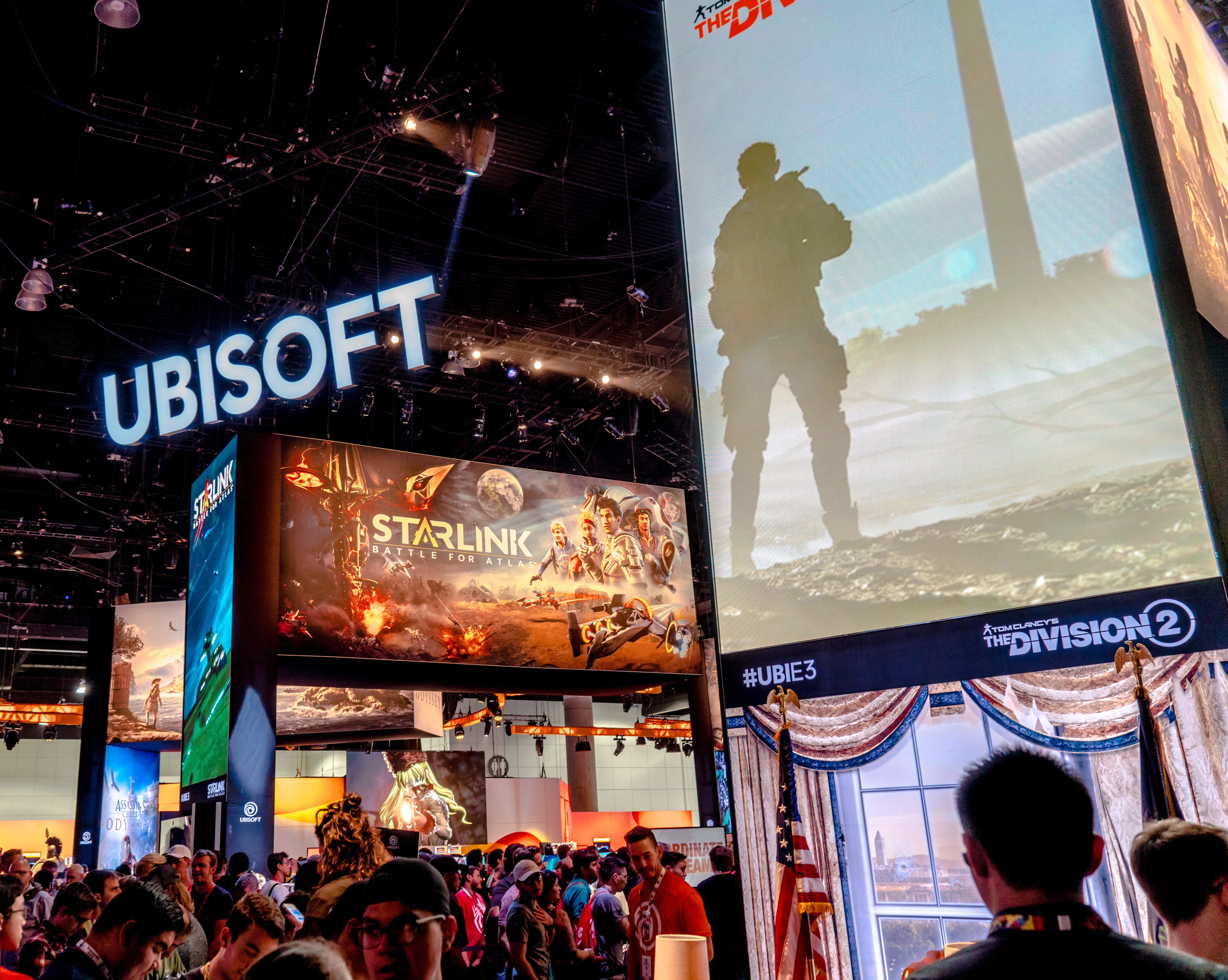
Lors de l'E3 2018, la bande-annonce consacrée à Beyond Good and Evil 2 fait partie des temps forts de la conférence d'Ubisoft.

Le succès critique, le bouche-à-oreille positif des joueurs et la volonté d'Ubisoft de créer une franchise ont permis à Michel Ancel, en dépit de mauvaises ventes, de lancer la production de Beyond Good and Evil 2 afin de prolonger un univers qui lui tient à cœur,. Si le monde parcouru sera sans doute assez différent de celui du premier opus, Jade et Pey'j devraient répondre présents et la philosophie du développement et du jeu devrait être similaire.
Ubisoft semble pour sa part avoir intégré Beyond Good and Evil au panthéon de ses jeux phares à côté de la série Rayman ou de la série Prince of Persia. D'ailleurs dans le dernier Prince of Persia, un costume spécial peut être débloqué pour Elika, l'alliée du héros : le costume de Jade. Jade est également présente dans Academy of Champions: Football, un jeu vidéo de football conçu par Ubisoft, réunissant toutes les mascottes de l'éditeur. On trouve également le costume de Pey'j (masque de porc à défenses et Jet Boots), présent sous forme de clin d'œil, dans le jeu vidéo Astérix et Obélix XXL 2 : Mission Las Vegum qui parodie un grand nombre d'autres jeux vidéo.
Une version avec des graphismes en haute définition et une bande sonore remastérisée est annoncée en septembre 2010. Beyond Good and Evil HD sort au début du mois de mars 2011 sur Xbox 360 (via le Xbox Live Arcade), et début juin 2011 sur PlayStation 3 (via le PlayStation Network).
À l'occasion du 20e anniversaire du jeu, Ubisoft a annoncé la sortie de Beyond Good & Evil - 20th Anniversary Edition. Cette version est disponible depuis le 25 juin sur PlayStation 5, PlayStation 4, Xbox Series X/S, Xbox One, Nintendo Switch, Amazon Luna, ainsi que sur PC via Ubisoft Store, Epic Games Store, Steam et GeForce Now. Cette édition propose une bande-son réenregistrée par un orchestre sous la supervision du compositeur original Christophe Heral, ainsi que des optimisations graphiques incluant l'affichage en 4K, le 60 images par seconde, et de nombreuses autres améliorations, y compris la révision de la configuration des boutons.

## Suite
Beyond Good and Evil 2 a été présenté lors de l'E3 2017, avec une bande-annonce disponible, cependant, aucune date de sortie n'a encore été arrêtée .